# کد (فیلم ۲۰۰۱)
کُد (به انگلیسی: The Code) فیلمی در ژانر مستند است که در سال ۲۰۰۱ منتشر شد و به شکل گیری سیستم عامل گنو/لینوکس و بنیاد نرم‌افزارهای آزاد می‌پردازد.
این فیلم در سال ۲۰۰۱ به کارگردانی هانو پوتونن ساخته شده است؛
این فیلم محصول کشور انگلیس است

## بازیگران
- آلن کوکس
- میگل ایکازا
- جان هال
- اریک ریموند
- ریچارد استالمن
- لینوس توروالدز
- باب یانگ
- اریک آلمن
- دیوید اس. میلر
- تئودور تسو